# Райт, Робин
Ро́бин Гейл Райт (англ. Robin Gayle Wright; род. 8 апреля 1966, Даллас) — американская актриса кино и телевидения, режиссёр. Обладательница премии «Золотой глобус» и восьмикратная номинантка на прайм-таймовую премию «Эмми».

## Биография
Робин Райт родилась в Далласе, штат Техас, в семье Гейл Райт (в девичестве Гастон), национального директора компании Mary Kay, и Фредди Райта, работника фармацевтической компании. Райт выросла в Сан-Диего, штат Калифорния, и училась в школах Ла-Холья (англ. La Jolla High School) и Тафта (англ. Taft High School).
Робин Райт начала работать фотомоделью, когда ей было 14 лет. В возрасте 18 лет она получила роль Келли Кэпвелл в мыльной опере «Санта-Барбара», за которую удостоилась трёх номинаций на Дневную премию «Эмми».
В кино Робин дебютировала в 1986 году в фильме «Полиция нравов Голливуда». Позднее она сыграла главную роль в фильме «Принцесса-невеста» режиссёра Роба Райнера. Настоящую известность актрисе принесла роль в фильме «Форрест Гамп» (1994), в котором она была партнёршей Тома Хэнкса. Вскоре Райт получила главную роль в фильме «Молл Флэндерс» (Moll Flanders, 1996) и снялась с Уильямом Хартом и Эми Мэдиган в судебной драме «Боль любви» (Loved, 1996).
В 2013 году Райт была номинирована на премию «Эмми». 12 января 2014 года она была удостоена премии «Золотой глобус» за роль в телесериале «Карточный домик».
После 4-го сезона сериала «Карточный домик» в 2016 году Райт заявила, что считает Клэр Андервуд равной Фрэнку Андервуду, и потребовала равной оплаты за её работу. Канал Netflix согласился с этим заявлением. В 2017 году Райт была номинирована на пятую премию «Эмми» за выдающуюся главную женскую роль в драматическом сериале. В течение 2014, 2016 и 2017 годов Райт получала номинации на премию Выбор телевизионных критиков за лучшую женскую роль в драматическом сериале.
В октябре 2017 года Райт была утверждена на главную роль в сериале после обвинений Спейси в сексуальных домогательствах, которые привели к тому, что он был уволен продюсерами. В том же году она сыграла генерала Антиопу в фильме «Чудо-женщина». Затем последовала роль в фильме «Бегущий по лезвию 2049».
В апреле 2019 года стало известно, что Райт дебютирует в качестве режиссёра в фильме «Земля». Она также сыграла в нём главную роль. В 2020 году Робин снова сыграла в фильме «Чудо-женщина: 1984».

## Личная жизнь
В 1986—1988 годах Райт была замужем за актёром Дэйном Уизерспуном, которого она встретила на съёмках мыльной оперы «Санта-Барбара» в 1984 году.
В 1989 году Райт начала встречаться с актёром Шоном Пенном. Райт была предложена роль в фильме «Робин Гуд: Принц воров» (1991), но она отклонила её из-за беременности. Их дочь, Дилан Фрэнсис, родилась в апреле 1991 года. Райт отклонила роль Эбби Макдир в фильме «Фирма» (1993) из-за беременности вторым ребёнком. Сын Райт и Пенна, Хоппер Джек, родился в августе 1993 года.
После расставания и примирения Райт и Пенн поженились в 1996 году, и она изменила своё имя на Робин Райт Пенн. Они несколько раз сходились и расходились, и объявили о намерении развестись в декабре 2007 года, однако спустя четыре месяца заявление о разводе было отозвано по запросу пары. В феврале 2009 года Райт и Пенн вместе посетили 81-ю церемонию вручения премии «Оскар», где Пенн одержал победу в категории «Лучшая мужская роль». В апреле 2009 года Пенн подал заявление о раздельном проживании, но забрал его в мае того же года. 12 августа 2009 года Райт подала на развод, заявив, что у них нет планов сходиться, а также убрала фамилию «Пенн» из своего профессионального имени. Бракоразводный процесс был завершён 22 июля 2010 года.
В феврале 2012 года Райт начала встречаться с актёром Беном Фостером. Пара объявила о помолвке в январе 2014 года, но отменила её в ноябре того же года. Райт и Фостер вновь сошлись в январе 2015, но в августе 2015 объявили об отмене второй помолвки и их окончательном расставании.
В 2017 году Райт начала встречаться с Климентом Жиро, менеджером модного дома Saint Laurent. В августе 2018 года Райт и Жиро поженились в Ла Рош-Сюр-ле-Бюи (фр.), Франция.

## Фильмография
| Год       |   | Русское название              | Оригинальное название           | Роль              |
| --------- | - | ----------------------------- | ------------------------------- | ----------------- |
| 1984—1988 | с | Санта-Барбара                 | Santa Barbara                   | Келли Кэпвелл     |
| 1986      | ф | Полиция нравов Голливуда      | Hollywood Vice Squad            | Лори Стэнтон      |
| 1987      | ф | Принцесса-невеста             | Princess Bride                  | Лютик             |
| 1990      | ф | Состояние исступления         | State of Grace                  | Кэтлин            |
| 1992      | ф | Комедианты                    | The Playboys                    | Тара Магуайр      |
| 1992      | ф | Игрушки                       | Toys                            | Гвен Тайлер       |
| 1994      | ф | Форрест Гамп                  | Forrest Gump                    | Дженни Карран     |
| 1995      | ф | Постовой на перекрёстке       | The Crossing Guard              | Джоджо            |
| 1996      | ф | Боль любви                    | Loved                           | Гедда Эмерсон     |
| 1996      | ф | Молль Флендерс                | Moll Flanders                   | Молль Флендерс    |
| 1997      | ф | Она прекрасна                 | She’s So Lovely                 | Морин Мёрфи Куинн |
| 1998      | ф | Переполох                     | Hurlyburly                      | Дарлен            |
| 1999      | ф | Послание в бутылке            | Message in a Bottle             | Тереза Осборн     |
| 2000      | ф | Неуязвимый                    | Unbreakable                     | Одри Данн         |
| 2000      | ф | Как убить соседскую собаку?   | How to Kill Your Neighbor’s Dog | Мелани Макговен   |
| 2001      | ф | Обещание                      | Pledge                          | Лори              |
| 2001      | ф | Последний замок               | The Last Castle                 | Розали Ирвин      |
| 2002      | ф | Белый олеандр                 | White Oleandere                 | Старр             |
| 2003      | ф | Поющий детектив               | Singing Detective               | Николя / Нина     |
| 2004      | ф | Дом на краю света             | A Home at the End of the World  | Клэр              |
| 2005      | ф | Девять жизней                 | Nine Lives                      | Диана             |
| 2005      | ф | Эмпайр Фоллз                  | Empire Falls                    | Грейс Роби        |
| 2005      | ф | Простите, ненавистники        | Sorry, Haters                   | Фиби Торренс      |
| 2006      | ф | Вторжение                     | Breaking and Entering           | Лив               |
| 2007      | ф | Беовульф                      | Beowulf                         | Вальхтеов         |
| 2009      | ф | Рождественская история        | A Christmas Carol               | Бель / Фэн        |
| 2009      | ф | Частная жизнь Пиппы Ли        | The Private Lives of Pippa Lee  | Пиппа Ли          |
| 2009      | ф | Большая игра                  | State of Play                   | Энн Коллинз       |
| 2009      | ф | Нью-Йорк, я люблю тебя        | New York, I Love You            | Анна              |
| 2010      | ф | Заговорщица                   | The Conspirator                 | Мэри Сарретт      |
| 2011      | ф | Человек, который изменил всё  | Moneyball                       | Шэрон             |
| 2011      | ф | Бастион                       | Rampart                         | Линда Фентресс    |
| 2011      | с | Просветлённая                 | Enlightened                     | Сэнди             |
| 2011      | ф | Девушка с татуировкой дракона | The Girl with the Dragon Tattoo | Эрика Бёргер      |
| 2013      | ф | Тайное влечение               | Adore                           | Роз               |
| 2013      | ф | Конгресс                      | The Congress                    | Робин Райт        |
| 2013—2018 | с | Карточный домик               | House of Cards                  | Клэр Андервуд     |
| 2014      | ф | Самый опасный человек         | A Most Wanted Man               | Марта Салливан    |
| 2015      | ф | Эверест                       | Everest                         | Пич Уизерс        |
| 2017      | ф | Чудо-женщина                  | Wonder Woman                    | Антиопа           |
| 2017      | ф | Бегущий по лезвию 2049        | Blade Runner 2049               | лейтенант Джоши   |
| 2017      | ф | Лига справедливости           | Justice League                  | Антиопа           |
| 2020      | ф | Чудо-женщина 1984             | Wonder Woman 1984               | Антиопа           |
| 2020      | ф | Земля                         | Land                            | Иди               |
| 2024      | ф | Дева и дракон                 | Damsel                          | королева Изабель  |
| 2024      | ф | Тогда. Сейчас. Потом          | Here                            | Маргарет          |